# Pantabangan
Pantabangan là một đô thị hạng 4 ở tỉnh Nueva Ecija, Philippines. Theo điều tra dân số năm 2007, đô thị này có dân số 25.520 người trong 4.808 hộ. 

## Barangay
Pantabangan được chia thành 14 barangay.
- Cadaclan
- Cambitala
- Conversion
- Ganduz
- Liberty
- Malbang
- Marikit
- Napon-Napon
- Poblacion East
- Poblacion West
- Sampaloc
- San Juan
- Villarica
- Fatima